# Sammi Cheng Sau-Man
Sammi Cheng Sau-Man (Hongkong, 19 augustus 1972) (jiaxiang: Guangdong, Chaozhou) is een Hongkongse cantopop-zangeres en actrice van Chaozhounese afkomst.

## Discografie
- After
- Arigatou (New Song + Selection)
- Becoming Sammi
- Best of Sammi
- Big Revenge
- Can't Let Go
- Complete
- Deep Passion
- Don't Want... 17 Songs Compilation
- Faith
- Faith (Mandarin Version)
- Feel So Good
- Fiery Motion
- Go Love
- Happy Maze
- Hear of
- Holiday
- Hope
- I Deserve
- It's That Time... 18 Songs Compilation
- It's That Time@Don't Want...35 Songs Compilation
- Ladies First
- La La La
- Lost Memory
- Love is...
- Love is Love
- Love is a Beautiful Misunderstanding
- Loving It
- Made in Heaven
- Miracle Best Collection
- Missing You
- Never Too Late
- Our Theme Song
- Overjoyed (Mandarin Compilation)
- Sammi
- Sammi vs. Sammi
- Sammi Ultimate Collection
- Shocking Pink
- Ten Commandments
- Tender
- The Language of Living
- Time, Place, Person
- Waiting for You
- Willing
- Wonder Woman
- Worth It

## Filmografie
- Best of the Best (飛虎精英之人間有情) (1992)
- Feel 100% (百分百感覺) (1996)
- Feel 100%....Once More (百分百岩Feel) (1996)
- Killing Me Tenderly (愛您愛到殺死您) (1997)
- The Lucky Guy (行運一條龍) (1998)
- Needing You (孤男寡女) (2000)
- Summer Holiday (夏日的麼麼茶) (2000)
- Wu yen (鍾無艷) (2001)
- Fighting for Love (同居蜜友) (2001)
- Love on a Diet (瘦身男女) (2001)
- Marry a Rich Man (嫁個有錢人) (2002)
- My Left Eye Sees Ghosts (我左眼見到鬼) (2002)
- Infernal Affairs (無間道) (2002)
- Love for All Seasons (百年好合) (2003)
- Good Times, Bed Times (戀上你的床) (2003)
- Infernal Affairs III (無間道III：終極無間) (2003)
- Enter the Phoenix (大佬愛美麗) (2004)
- Magic Kitchen (魔幻廚房) (2004)
- Yesterday Once More (龍鳳鬥) (2004)
- Everlasting Regret (長恨歌) (2005)
- Lady Cop & Papa Crook (大搜查之女) (2008)
- Romancing in Thin Air (高海拔之戀II) (2012)
- Blind Detective (盲探) (2013)
- Temporary Family (失戀急讓) (2014)
- Triumph in the Skies (衝上雲霄) (2015)
- Love Contractually (合约男女) (2017)

## Televisieseries
- Life of His Own 浪族闊少爺(1991) als 施敏
- File of Justice I 壹號皇庭 I (1992) als Fong Ga Kay (方家琪)
- Return of the Vampire 大頭綠衣鬥疆屍 (1993) als 飄雪/飄紅/Kitty
- Journey of Love 親恩情未了 (1994) als 張家慧
- Detective Investigation Files II 刑事偵緝檔案 II(1995) als Ivy
- Man's Best Friend 寵物情緣 (1999) als Susan (歐子珊)
- The Monkey Sun Wu Kong 齊天大聖孫悟空 (2002) als Guanyin (觀音大士)

- Bibliothèque nationale de France: cb15121274s (data)
- International Standard Name Identifier: 0000 0000 8393 145X
- MusicBrainz: 5f3c4fe0-fc71-4455-99e6-abd0e8c4462e
- Virtual International Authority File: 71693096